# Рудник Біг-Рівер
Рудни́к Біг-Рі́вер — колишнє гірничодобувне підприємство на Південному острові Нової Зеландії, в районі міста Рифтон (менш ніж за десяток кілометрів на південь від значно більшого рудника Глоуб-Прогресс).
Рудне тіло Біг-Рівер виявили у 1880 році, а з 1882-го узялись за його розробку. Спершу роботи велись епізодично через віддалене розташування, проте вже у 1886-му до рудника проклали дорогу, що дало можливість провести його облаштування, яке включало канатну дорогу для спуску руди та амальгамаційну фабрику. Втім, отримані результати виявились незадовільними й видобуток припинили.
У 1897-му права на відходи збагачення викупив один з підприємців, який переробив 4000 тонн методом збагачення та отримав гарний прибуток. Далі настала чергова перерва в активності, під час якої в 1902-му обладнання розграбували.
Нарешті, в 1907-му виявили багатий поклад і почалась повномасштабна розробка, яку провадила створена в 1908-му компанія New Big River Gold Mines, що того ж року викупила обладнання для цианування, яке раніше належало іншому руднику. Розробка велась підземним способом із використанням двох штолень та шахти, що мала 9 рівнів. Найбільш активний видобуток припав на період до 1914-го, всього ж роботи тривали до 1926 року.
З 1931 по 1942 роки ще один етап розробки родовища провадила компанія Big River Gold Mines.
Всього за час існування копальні з неї отримали 4,26 тонни золота.